# Vestes (títol)
Vestes, en grec medieval βέστης, en plural βέσται (vestai), va ser un títol de la cort de l'Imperi Romà d'Orient usat durant els segles X i XI.

## Història
Etimològicament, el terme està relacionat amb el vestiàrion, el «guarda-roba imperial». Però malgrat les provatures, ja a l'antiguitat, de vincular els vestai i el títol de vestarca (el cap dels vestai) a les funcions del vestiarion, sembla que no hi havia cap relació.
El càrrec es menciona per primera vegada durant el regnat de l'emperador Joan I Tsimiscés (969-976). Després el va portar Nicèfor Focas, fill del curopalata Lleó Focas el Jove. El títol era molt alt dins de la jerarquia imperial durant el segle xi, i sovint es combinava amb el títol de mestre i recompensava a generals d'importància entre els quals hi ha Isaac I Comnè, quan era estratopedarca d'Orient, Lleó Tornikes o Nicèfor III, quan era dux d'Edessa i Antioquia. El Taktikon de l'Escorial, una llista de títols d'oficis i càrrecs de la cort i la seva precedència, recopilada a la dècada del 970, distingeix els vestai barbuts, que també tenen els títols de patrici i de magistros, dels vestai eunucs, que ostenten el títol de Praepositus sacri cubiculi.
Com va passar amb altres títols, el de vestes es va devaluant cap al final del segle xi, quan es diu que l'ocupaven personatges de més modesta procedència. Per fer front a aquesta situació, en aquell moment va aparèixer el títol de Protovestes (πρωτοβέστης, o "primer dels vestai"), però no sembla que els dos càrrecs hagin existit més enllà del regnat d'Aleix I Comnè (1081-1118).